# Aféra Štiřín

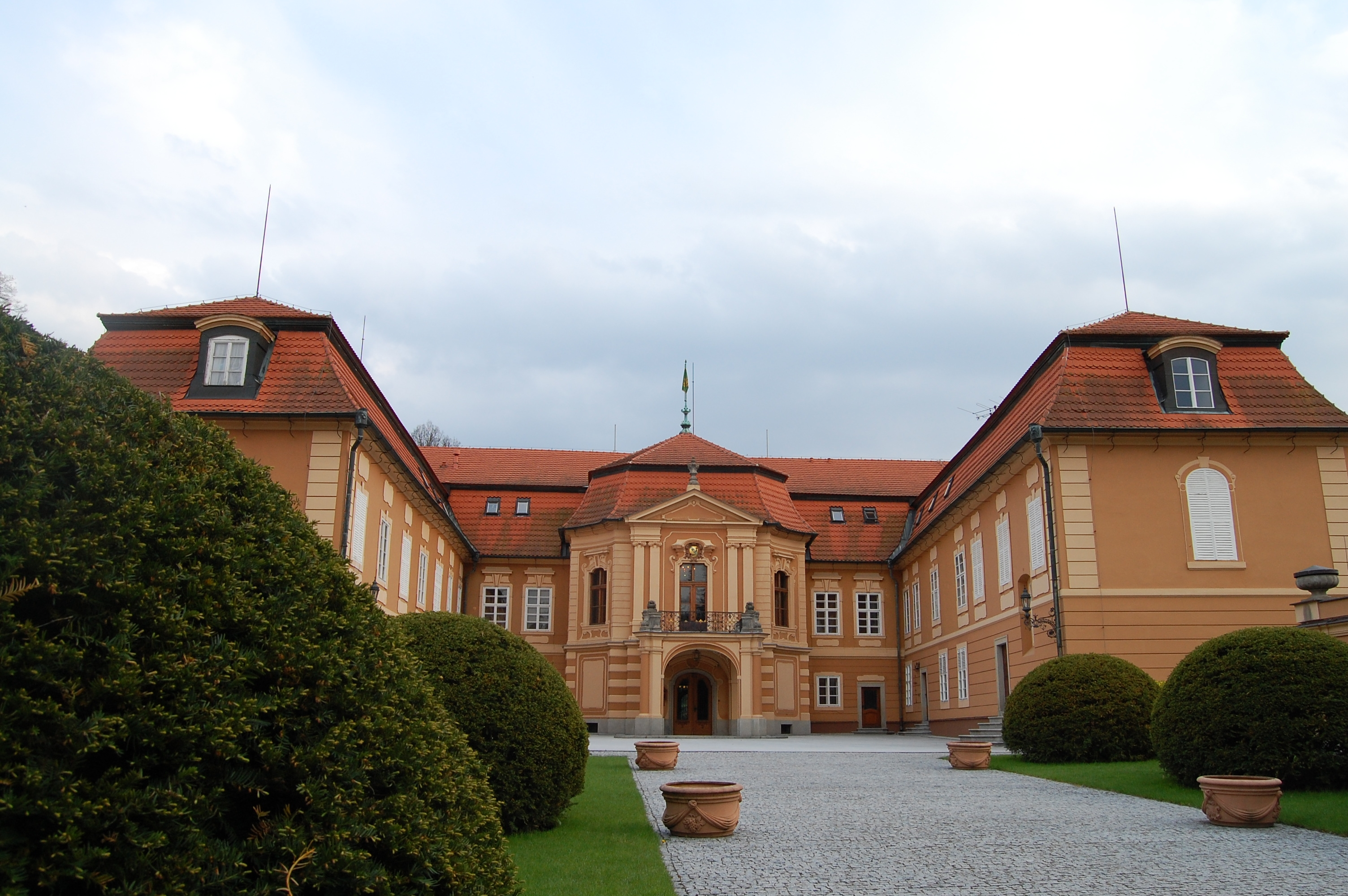
Zámek Štiřín v roce 2009

Aféra Štiřín je politický skandál, který vypukl během vlády Miloše Zemana v srpnu roku 1999 poté, co ředitel zámku Štiřín Václav Hrubý veřejně oznámil, že byl vydírán premiérovým poradcem Jaroslavem Novotným, který po něm měl chtít dodání falešných kompromitujících materiálů na bývalého ministra zahraničí Josefa Zieleniece.

## Průběh kauzy
Exministra Zieleniece obvinil z uplácení novinářů Miloš Zeman v červnu 1999. Důkazy o tomto jednání měl zajistit ministr zahraničí Jan Kavan, který Hrubého na počátku září odvolal z funkce správce Štiřínského zámku. Václav Hrubý následně zveřejnil nahrávky svých telefonických rozhovorů s premiérovým poradcem, Jaroslavem Novotným. Ten jej měl dle pokynů Karla Srby, šéfa sekretariátu ministra zahraničí, přesvědčovat, aby připravil materiály, které by usvědčovaly bývalého ministra Zieleniece, že na Štiřínském zámku hostil a uplácel novináře. Premiér Zeman odmítl, že by Novotného pověřil provedením jakéhokoliv nátlaku na Václava Hrubého a ministr Kavan uvedl, že se odvolaný správce Hrubý dopustil během funkce řady pochybení a porušení povinností. V kauze byl policií z možného vydírání obviněn Jaroslav Novotný, který skončil ve funkci poradce ministerského předsedy. Toto policejní obvinění však bylo staženo a Novotný záhy získal pracovní místo na ministerstvu financí. Václav Hrubý prohrál soudní spor s Karlem Srbou, kterého označil za vyděrače, a musel se proto Srbovi omluvit. Do roku 2002 pak Hrubý pracoval na zámku Štiřín jako zahradník.